# Tcharodeïka
Pour plus de détails, voir Fiche technique et Distribution.

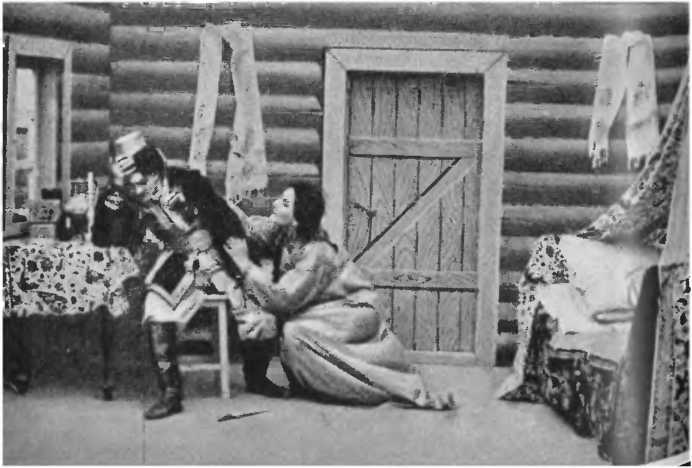
Tcharodeïka (film)

Tcharodeïka (Чародейка) est un film russe réalisé par Vassili Gontcharov, sorti en 1909.

## Fiche technique
- Photographie : Vladimir Siversen